# Uh Huh Her (альбом)
Uh Huh Her — шостий студійний альбом англійської альтернативної рок-музикантки Пі Джей Гарві. Альбом був написаний, записаний і спродюсований протягом двох років самою співачкою. Вона також зіграла на всіх інструментах на альбомі (перший подібний проєкт з часів 4-Track Demos 1993 року), за винятком фінальних барабанних партій, які додав давній співавтор Роб Елліс. Альбом вийшов 31 травня 2004 року у Великій Британії та 8 червня 2004 року у Сполучених Штатах.
Під час супровідного туру, що тривав вісім місяців, вона виконала невиданий заголовний трек альбому. Uh Huh Her дебютував і посів 12 місце в UK Albums Chart і отримав срібний сертифікат BPI. Він став найвищим на сьогоднішній день альбомом Гарві в США, посівши 29 місце в чарті Billboard 200, і був проданий у кількості понад 135 000 копій станом на 2005 рік, згідно з AskBillboard. Хоча він посів вищі позиції в чартах, ніж Stories from the City, Stories from the Sea, на багатьох територіях, Uh Huh Her не зміг досягти довготривалості чартів та інтересу до себе з боку інших альбомів, як це було з його попередником.
Альбом отримав здебільшого позитивні відгуки після виходу, хоча була деяка критика щодо його продакшену. Наразі він має 79 балів зі 100 на Metacritic на основі 28 рецензій, що свідчить про «загалом сприятливі відгуки». Uh Huh Her також отримав номінації на Ґреммі та Brit Awards.

## Історія
Альбом був написаний і записаний протягом двох років у Дорсеті, Східному Девоні та Лос-Анджелесі. Значну частину запису Гарві зробила сама, використовуючи свою чотири- та восьми-доріжкову домашню студію, гітару, клавішні та драм-машину. Вперше з часів 4-Track Demos 1993 року вона сама спродюсувала його і зіграла на кожному інструменті, окрім фінальних барабанних партій, за які відповідав її давній співавтор Роб Елліс. Остаточний запис і зведення було зроблено Хедом на студії Presshouse у сільській місцевості Східного Девону восени/взимку 2003 року.
Гарві сказав журналу Mojo: «Я не думаю, що слово 'ніжний' можна застосувати до всього, що я писала раніше, але саме так я відчуваю цей альбом, і я дуже задоволена ним. Деякі з пісень дуже ніжні, дуже люблячі; з іншими я отримала багато задоволення від слів, які я використовувала, і від того, як я їх співала». В інтерв'ю журналу Time Out вона пояснила, що «хотіла повернутися до земного, корінного, більш брудного боку речей» після популярного успіху її останнього альбому 2000-х Stories from the City, Stories from the Sea. Вона сказала: «Я хотіла, щоб цей альбом був простим, я хотіла, щоб він був подекуди потворним, я хотіла, щоб у ньому була розкіш… але також і справжня чесність та інтимність. Я хотіла теплоти і близькості, і я хотіла зробити привітний запис». В інтерв'ю журналу Spin вона сказала, що, на відміну від крайньої темряви деяких з її попередніх альбомів, «на цьому альбомі я відчуваю величезну кількість відкритості і надії… 'The Desperate Kingdom of Love' або 'You Come Through' здаються мені неймовірно оптимістичними і ніжними». Гарві також пояснила журналу Tracks, що «я шукала стражденні, принижені звуки. Тому всі гітари або налаштовані настільки низько, що важко визначити, які ноти вони грають, або це баритонні гітари, або вони зіграні через найгірші підсилювачі, які я змогла знайти».
На внутрішньому рукаві обкладинки альбому — довга серія автопортретних фотографій, які Гарві робила протягом багатьох років, а також низка каракулевих приміток, які вона зібрала під час написання пісень для Uh Huh Her — примітки до самої себе на кшталт «Scare yourself», «Too normal? Too PJ H?»" і «All that matters is my voice and my story» (порада, яку дав їй її друг Елвіс Костелло). Вона зізналася в інтерв'ю Shaken Stir, що продюсування альбому самотужки було «повністю виснажливим, дезорієнтуючим, дратівливим, підбадьорливим досвідом» і «однією з найважчих робіт, які я коли-небудь робила… Я не можу сказати, що цей запис був приємним досвідом. Думаю, це була подорож, під час якої я багато чому навчилася, але, безумовно, були і дуже приємні моменти… Я маю на увазі, що коли я озираюся назад зараз, це був дуже складний, важкий і виснажливий час, і все ж я дуже рада, що зробила це — дуже рада».
На підтримку альбому Гарві відправилася у восьмимісячне світове турне з барабанщиком Робом Еллісом і двома новими колегами по групі, басистом Дінго і гітаристом Джошем Клінгоффером. Тур був записаний для DVD On Tour: Please Leave Quietly.
Пісня під назвою «Uh Huh Her» регулярно виконувалася під час туру, але не увійшла до альбому. Згодом вона була записана для цифрової компіляції iTunes Originals — PJ Harvey. Про походження назви альбому Пі Джей Гарві розповіла у 2004 році в Rolling Stone: «Насправді вона походить від приспіву пісні — є пісня під назвою 'Uh Huh Her', яку я граю наживо, але вирішила ніколи не записувати. Приспів такий: 'Не одружуйся з нею, не одружуйся з нею, не одружуйся з нею, не одружуйся з нею'».

## Відгуки критиків
Uh Huh Her був випущений у травні 2004 року у Великій Британії і посів 12 місце в UK Albums Chart. Альбому передував сингл «The Letter», який досяг 28 місця в UK Singles Chart. Uh Huh Her став найвищим записом Пі Джей Гарві в чарті Billboard США, досягнувши 29 місця. В цілому, однак, він не викликав такого ж інтересу, як його мільйонний попередник Stories from the City, Stories from the Sea. Як завжди у випадку з Гарві, критика сприйняла альбом дуже позитивно: Alternative Press назвав альбом «глибоко зворушливим», Entertainment Weekly — «сирим, темним і красивим… нерівним, гострим переможцем», а Time відзначив, що «жодна співачка з часів Дженіс Джоплін не переходила з такою легкістю між первісним криком та інтимним зітханням». The Sunday Times назвала його «захоплюючим шквалом, що стукає кістками, перемежовується моментами приглушеної інтимності, наповненої акордеоном, чия близькість і очевидна відвертість змушують вас захиститися від їхньої пристрасті». Журнал Hot Press, тим часом, вважав, що це «надзвичайно потужний запис… який містить більше перспектив, персонажів і кутів зйомки, ніж, можливо, будь-який альбом PJ на сьогоднішній день». Він приніс Гарві шосту номінацію на премію BRIT Award, як Найкращій британській артистці, і п'яту номінацію на премію Ґреммі, як Найкраще виконання альтернативної музики 2004 року.

### Нагороди
| Видання | Відзнака                       | Рік  | Позиція |
| ------- | ------------------------------ | ---- | ------- |
| Spin    | Top 40 Best Albums of the 2004 | 2004 | 31      |

## Трек-лист
Автор музики і слів PJ Harvey. 
| #     | Назва                                | Тривалість |
| ----- | ------------------------------------ | ---------- |
| 1.    | «The Life and Death of Mr. Badmouth» | 4:51       |
| 2.    | «Shame»                              | 2:32       |
| 3.    | «Who the Fuck?»                      | 2:09       |
| 4.    | «Pocket Knife»                       | 3:41       |
| 5.    | «The Letter»                         | 3:19       |
| 6.    | «The Slow Drug»                      | 3:22       |
| 7.    | «No Child of Mine»                   | 1:05       |
| 8.    | «Cat on the Wall»                    | 3:00       |
| 9.    | «You Come Through»                   | 2:46       |
| 10.   | «It's You»                           | 4:12       |
| 11.   | «The End»                            | 1:21       |
| 12.   | «The Desperate Kingdom of Love»      | 2:42       |
| 13.   | «Seagulls»                           | 1:08       |
| 14.   | «The Darker Days of Me & Him»        | 4:35       |
| 40:41 |                                      |            |

## Персоналії
- Пі Джей Гарві — вокал, гітари, бас, фортепіано, мелодика, акордеон, автоарфа, продюсування, звукорежисерка, мікшування, фото
- Роб Елліс — барабани, перкусія, бек-вокал (3)
- Head — бек-вокал (3, 5), звукорежисер, мікшування
- Евелін Ісаак — плейбек (7, 14)
- Марія Мохнач — художнє оформлення
- Роб Крейн — художнє оформлення

## Чарти

### Тижневі чарти
| Чарт (2004)                  | Пікова позиція |
| ---------------------------- | -------------- |
| Australian ARIA Albums Chart | 14             |
| Austrian Top 40              | 33             |
| Belgian Albums Chart (Vl)    | 16             |
| Belgian Albums Chart (Wa)    | 31             |
| Danish Albums Chart          | 11             |
| Dutch Top 100                | 23             |
| Finnish Albums Chart         | 14             |
| French SNEP Albums Chart     | 10             |
| German Albums Chart          | 36             |
| Irish Albums Chart           | 10             |
| Italian FIMI Albums Chart    | 17             |
| Norwegian Albums Chart       | 6              |
| Portuguese AFP Albums Chart  | 17             |
| Swedish Albums Chart         | 14             |
| Swiss Hitparade Albums Chart | 17             |
| UK Albums Chart              | 12             |
| US Billboard 200             | 29             |
| US Billboard Internet Albums | 29             |

| 2004                                           | «The Letter»       | 28 | 73 | 46 |
| 2004                                           | «You Come Through» | 41 | —  | —  |
| 2004                                           | «Shame»            | 45 | —  | —  |
| «—» позначає реліз, який не потрапив до чарту. |                    |    |    |    |

## Сертифікації
| Регіон                                             | Сертифікація | Продажі |
| -------------------------------------------------- | ------------ | ------- |
| Велика Британія (BPI)                              | Срібний      | 60 000^ |
| США                                                | —            | 135,000 |
| ^відвантаження, що базуються лише на сертифікаціях |              |         |